# Grandes Áreas Metropolitanas

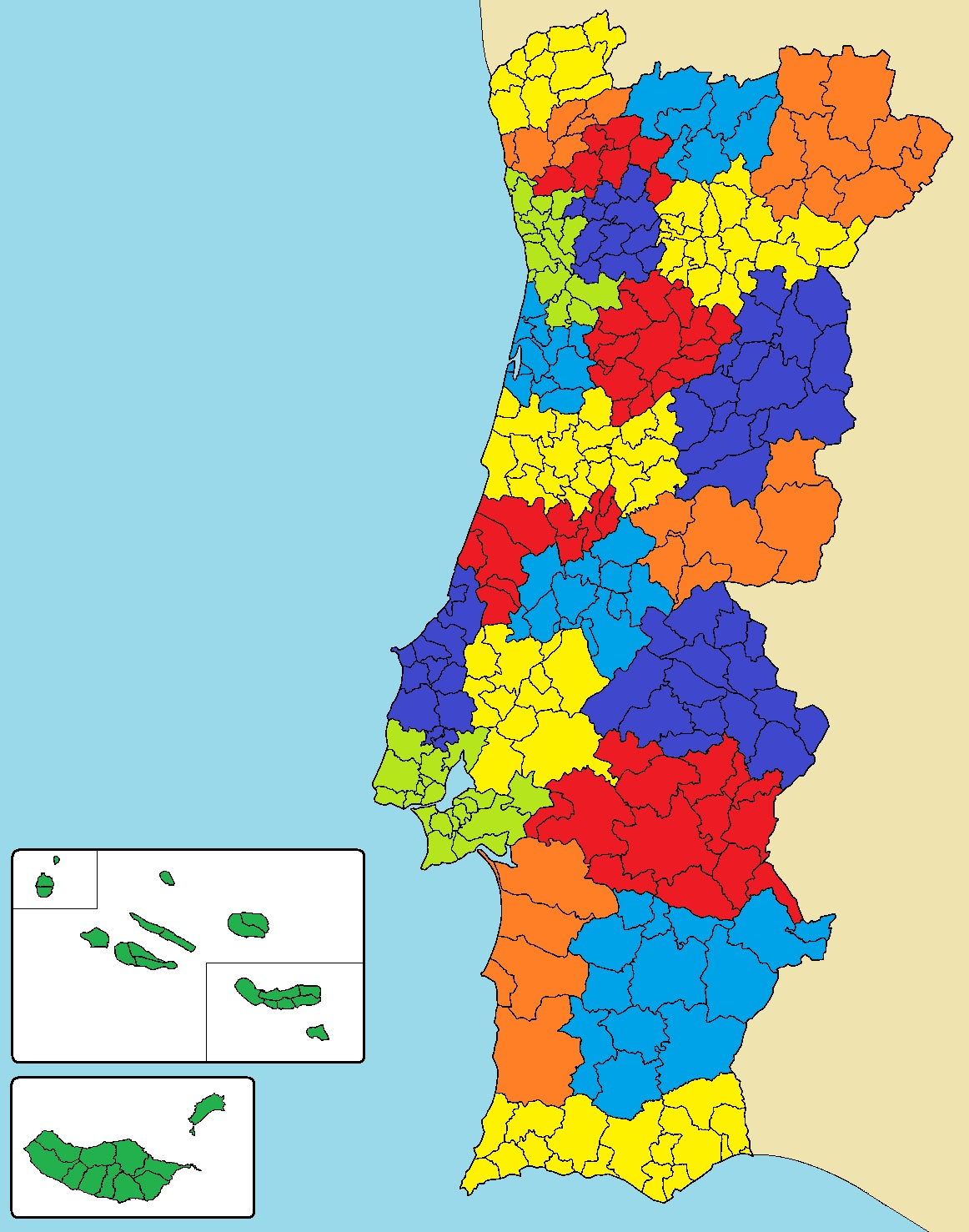
Áreas Metropolitanas de Portugal.

Una Grande Área Metropolitana (acrónimo GAM) es un área urbana portuguesa, uno de los nuevos conceptos de subdivisión administrativa de Portugal. Deben ser integradas por un mínimo de nueve municipios (concelhos) y sumar un número superior a 350.000 habitantes.
En 2007 las GAM de Portugal son las siguientes:
- GAM de Lisboa
- GAM de Oporto (GAM de Porto en portugués)

Recentemente extintas:
- GAM del Minho / Braga
- GAM de Aveiro
- GAM de Coímbra
- GAM del Algarve
- GAM de Viseu

- Datos: Q1998294